# آلبرتو جونیور رودریگز
آلبرتو جونیور رودریگز (اسپانیایی: Alberto Junior Rodríguez‎؛ زادهٔ ۳۱ مارس ۱۹۸۴) بازیکن فوتبال اهل پرو است.
از باشگاه‌هایی که در آن بازی کرده‌است می‌توان به باشگاه فوتبال ریو آوه، باشگاه فوتبال اسپورتینگ پرتغال، باشگاه ورزشی براگا و باشگاه فوتبال پنیارول اشاره کرد.